# Zé Vitor (voetballer, 2001)
Zé Vitor (Goiana, 9 februari 2001) is een Braziliaans voetballer die speelt als een verdediger bij América FC.

## Loopbaan
Vitor trad toe in jeugdopstelling van América FC tot met 2019. Hij maakt zijn debuut op eerste wedstrijd van América FC op 10 juli 2021. Hij verloor wedstrijd met 0-1 tegen Atlético Mineiro.

## Clubstatistieken
| Club          | Seizoen       | Competitie    | Competitie | Competitie | Staatcompetitie | Staatcompetitie | Beker | Beker | Continenteel | Continenteel | Anders | Anders | Totaal | Totaal |
| Club          | Seizoen       | Divisie       | Wed.       | Dlp.       | Wed.            | Dlp.            | Wed.  | Dlp.  | Wed.         | Dlp.         | Wed.   | Dlp.   | Wed.   | Dlp.   |
| ------------- | ------------- | ------------- | ---------- | ---------- | --------------- | --------------- | ----- | ----- | ------------ | ------------ | ------ | ------ | ------ | ------ |
| América FC    | 2021          | Serie A       | 3          | 0          | 0               | 0               | 0     | 0     | —            | —            | —      | —      | 3      | 0      |
| Career totaal | Career totaal | Career totaal | 3          | 0          | 0               | 0               | 0     | 0     | 0            | 0            | 0      | 0      | 3      | 0      |